# Frisiska riket
Frisiska riket, på latin Magna Frisia, var frisernas rike under tidig medeltid i vad som idag är Nederländerna. Det bildades runt år 600 eller ännu tidigare och upphörde 734 då det erövrades av Frankerriket.